# Distretto di Tichy
Il distretto di Tichy è un distretto della provincia di Béjaïa, in Algeria, con capoluogo Tichy.